# Battle of the Souls
Battle of the Souls è un film del 2007 diretto dal regista ugandese Matt Bish. Il film ha parrtecipato al 28º Festival di cinema africano di Verona.

## Trama
Ryan, un giovane reporter, perde ragazza e lavoro in un giorno solo. Una sera al bar, mentre beve con gli amici di una volta, si imbatte in una valigetta piena di denaro, appartenente a un misterioso personaggio della malavita. L'avidità e il conflitto per entrare in possesso dei soldi corrode l'amicizia. Depresso e in una posizione vulnerabile, Ryan accetta di unirsi all'organizzazione criminale. Senza saperlo, si trova a far parte di un culto che pratica sacrifici umani in cambio di salute e bellezza.